# Hermann Zilcher

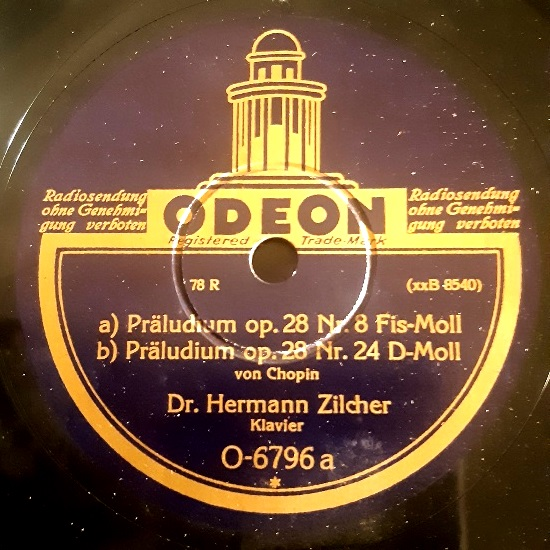
Schallplatte von Hermann Zilcher (Berlin 1931)

Hermann Karl Josef Zilcher (* 18. August 1881 in Frankfurt am Main; † 1. Januar 1948 in Würzburg) war ein deutscher Komponist, Pianist, Dirigent und Musikpädagoge, Direktor des Staatskonservatoriums Würzburg sowie Geheimrat. Er war der Initiator des Würzburger Mozartfestes sowie der Vater der Schauspielerin Eva Zilcher (1920–1994) und des Dirigenten Heinz Reinhart Zilcher (1906–1967).

## Leben
Hermann Zilcher erhielt frühen Klavierunterricht durch seinen Vater, den Komponisten und Klavierpädagogen Paul Zilcher (1855–1943), der als Komponist didaktischer Klavier- und Kammermusik bekannt war. Der Sohn studierte ab 1897 am Dr. Hoch’schen Konservatorium in Frankfurt am Main Klavier bei James Kwast, Kontrapunkt und Formenlehre bei Iwan Knorr sowie Komposition bei Bernhard Scholz. Beim Studienabschluss wurde er mit dem Mozartpreis seiner Heimatstadt ausgezeichnet. 1901 ging er nach Berlin, wo er schnell Karriere machte, vor allem als Begleiter für Sänger und Instrumentalisten. Daneben machten ihn Konzertreisen in die USA und in Europa international bekannt. 1905 kehrte er als Klavierlehrer an das Dr. Hoch’sche Konservatorium zurück. 1908 wurde er durch Felix Mottl auf eine Klavierprofessur und 1916 auf eine Kompositionsprofessur an die Akademie der Tonkunst in München berufen. In München arbeitete er intensiv mit dem Leiter der Münchner Kammerspiele, Otto Falckenberg (1873–1947) zusammen, für den er Schauspielmusiken schrieb.
1920 wurde er Direktor des Bayerischen Staatskonservatoriums in Würzburg, gründete 1922 das bald international bekannte Würzburger Mozartfest und leistete am Konservatorium und in der Stadt bedeutende musikalische Aufbauarbeit. Für diese Verdienste wurde Zilcher 1924 von der bayerischen Staatsregierung zum Geheimen Regierungsrat und von der Medizinischen Fakultät der Universität Würzburg zum Ehrendoktor ernannt.
Ende der 1920er Jahre gründete Hermann Zilcher das Würzburger Kammerorchester, welches bald auch überregional bekannt wurde. In der Folge wurde Zilcher zunehmend als Gastdirigent anderer Orchester verpflichtet. So dirigierte er auf Einladung Wilhelm Furtwänglers wiederholt das Berliner Philharmonische Orchester. In dieser Zeit führte Zilcher auch Werke von Arnold Schönberg, Ernst Krenek und Paul Hindemith auf. Noch 1933 trat Hindemith in einem Konzert unter Zilchers Leitung als Solist seines Violakonzerts op. 36 in Würzburg auf. Als Pianist des Zilcher-Trios (mit dem Geiger Adolf Schiering und dem Cellisten Ernst Cahnbley) führte Zilcher 1932 auch Mendelssohn auf.
Nach der Machtergreifung der Nationalsozialisten war Zilcher Mitglied in dem als völkisch und antisemitisch geltenden Kampfbund für deutsche Kultur. Mit Wirkung vom 1. Mai 1933 wurde Zilcher Mitglied der NSDAP (Mitgliedsnummer 3.561.191). Wahrscheinlich stellte er jedoch erst 1935, nachdem ihn der damalige Zweite Bürgermeister Oskar Rudolf Dengel mehrmals aufgefordert hatte, Parteimitglied zu werden, den Antrag auf die NSDAP-Mitgliedschaft, als noch die Mitglieder-Aufnahmesperre bestand, sodass Zilcher 1937 rückwirkend zum 1. Mai 1933 trotz früherer Logenzugehörigkeit in die Partei aufgenommen wurde. Auch war er zwei Jahre lang Mitglied im Nationalsozialistischen Kraftfahrkorps (NSKK).
1933 komponierte Zilcher eine systemverherrlichende Kantate (Gebet der Jugend op. 75) auf einen Text von K. M. Kaufmann. Das Werk wurde im November 1935 in einem Konzert des Frankfurter Senders unter Zilchers Leitung aufgeführt, ausgestrahlt und in einer damaligen Pressemitteilung wie folgt angekündigt: „Das Gedicht dieses kleinen Chorwerkes ist eine Huldigung an Führer und Reich.“ 1934 kritisierte Zilcher in der Zeitschrift für Musik das von Goebbels propagierte NS-Musikideal einer „stählernen Romantik“ und sprach sich für eine nichtpolitische Musik aus: „Und gerade die Musik ohne Politik ist es, die uns Musikern blutmäßig ja am nächsten liegen muß. (Die ‚blaue Blume‘ der Romantik, das ‚mitternächt ge Land‘ usw. möchten wir nie aus unseren Träumen missen!) ABER: selbst diese Musik – auch wenn sie nicht stählern-romantisch, nicht schwerterklirrend oder marschstampfend ist – gehört zum Geisteskampf unseres Volkes, – auch die stillste, tiefste Melodie ist ein niemals wegzudenkender Bestandteil im Ringen um unser Deutschsein!“ (Joseph Goebbels hatte in seiner Rede zur Eröffnung der Reichsmusikkammer am 15. November 1933 gesagt: „Es ist eine Art von stählerner Romantik, die das deutsche Leben wieder lebenswert gemacht hat, eine Romantik, die sich nicht vor der Härte des Daseins versteckt oder ihr in blauen Fernen zu entrinnen trachtet“).
Im Jahr 1936 wurde Zilchers eingehende Privatpost von der Gestapo überwacht. Vom 1. November 1939 bis zum 31. Dezember 1941 war Zilcher als Nachfolger des Studienprofessors Franz Friedrich ehrenamtlicher Ratsherr der Würzburger NSDAP, wobei er sich nach Wagner „lediglich für Fragen der städtischen Musikausbildung engagierte.“ 1940 schrieb Zilcher als Auftragswerk der Städtischen Bühnen Köln eine Bühnenmusik zu Shakespeares Ein Sommernachtstraum. Diese wird von Ernst Klee als „Ersatzmusik“ zu der in der NS-Zeit verbotenen Bühnenmusik von Felix Mendelssohn Bartholdy bezeichnet. Fred K. Prieberg hat indes darauf hingewiesen, dass die von den Machthabern erwünschte Ersatzmusik bereits vorher (1939) von Carl Orff geschaffen worden war. Und Matthias Wagner sieht in Zilchers Werk lediglich „eine Ergänzung seiner früheren Kompositionen zu den Bühnenstücken von Shakespeare“. 1941 wurde Zilchers Violinkonzert op. 92 in einem Konzert der Berliner Philharmoniker unter der Leitung von Wilhelm Furtwängler uraufgeführt. Im selben Jahr erhielt er von Hitler die Goethe-Medaille für Kunst und Wissenschaft.
Aufgrund einer langjährigen Kontroverse mit dem Gauleiter von Mainfranken Otto Hellmuth, der ihm noch 1937 den Mainfränkischen Kulturpreis verliehen hatte, wurde Zilcher 1943 die Leitung des Mozartfestes sowie der Direktorenposten der Musikschule für Jugend und Volk in Würzburg entzogen. Trotzdem war er 1944 an den Vorbereitungen des Mozartfestes beteiligt. In der Endphase des Zweiten Weltkriegs wurde Zilcher im August 1944 in die von Hitler genehmigte Gottbegnadeten-Liste aufgenommen, was ihn vom Fronteinsatz, auch an der Heimatfront bewahrte, gleichzeitig aber zum „Künstlerkriegseinsatz“ (Einsatz auf Befehl bei kulturellen Veranstaltungen) verpflichtete.
Am 14. September 1945 wurde Zilcher nach einer anonymen Anzeige mit belastenden Details zu seiner Tätigkeit in der NS-Zeit von der US-amerikanischen Militärverwaltung als Direktor des Würzburger Konservatoriums abgesetzt und zu Holzfällerarbeiten herangezogen, bei denen er sich an den Händen verletzte. Aufgrund eines Attests vom 7. November 1945 wurde er dann von diesen Arbeiten freigestellt. Zilcher, der noch 1947 eine fünfte Sinfonie komponiert hatte, litt seit längerem an Herzschwäche und starb plötzlich am 1. Januar 1948 im Alter von 66 Jahren in Würzburg. Wegen Zilchers Tod fand kein endgültiges Urteil im Spruchkammerverfahren statt, sondern nur eine postume Verhandlung. Auf einen Antrag der Rechtsanwälte vom Juni 1948 wurde das Verfahren eingestellt. M. Wagner vermutet aufgrund einer Aktennotiz vom Dezember 1948, dass Zilcher nicht als „Belasteter“, sondern „nur als ‚Mitläufer‘ eingestuft worden wäre“.
Zilchers kompositorisches Werk umfasst Orchester- und Chorwerke, zwei Opern, Kammermusik und Lieder, Etüden, Klavierwerke und zahlreiche Werke für Akkordeon.
Als Musikpädagoge genoss er ebenfalls einen herausragenden Ruf. Weiterhin machte er sich seit Anfang der 1920er Jahre als Initiator des Würzburger Mozartfestes einen Namen. Zu Zilchers Schülern zählten u. a. Norbert Glanzberg, Ernst Häublein, Karl Höller, Winfried Zillig, Wilhelm Keilmann, Kurt Eichhorn, Maria Landes-Hindemith, Philippine Schick und Carl Orff.
Hermann Zilcher war viermal verheiratet: 1901–1914 mit seiner Studienkollegin Margarete Demmering (1879–1920), 1914–1920 mit der Journalistin Sophie Seyboth, 1920–1926 mit der Schauspielerin Luise Henrich, ab 1926 mit der Sängerin Margret Kiesekamp (1902–1981). Aus seinen Ehen hatte er folgende Kinder:
- Heinz Reinhard (1906–1967), Dirigent, wirkte in Stettin, in Hamburg und Duisburg, Vater des Dirigenten Wolfgang Zilcher (* 1943)[24]

- Eva Dorothea (1921–1994), Schauspielerin

- Fritz Helmut (* 1928)

- Helga Margarete (* 1939), Bildhauerin

Zilcher war seit 1923 Mitglied der Gesellschaft der Niederländter, wo er unter dem Namen „Mijnheer Harmen van Zijnken-Breughel“ bekannt war (Mitgliedsnummer 1124).

## Musik und Wirkung
Hermann Zilcher zählt zu den Traditionalisten des 20. Jahrhunderts und steht stilistisch zwischen Spätromantik und Moderne. 1926 wurde Zilcher von Alfred Einstein wie folgt charakterisiert: „einer der hervorragendsten deutschen Komponisten halb Brahmsischer Nachfolge, halb neuromantischer und klang-impressionistischer Richtung“. Die Musikologin Barbara Haas resümiert: „Hermann Zilcher […] kann als ein Komponist der Mitte zwischen Alt und Neu bezeichnet werden; er war ein Komponist der gemäßigten Moderne, dessen Tonsprache sich aus der Musik des 19. Jahrhunderts entwickelt und diese mit originalen Persönlichkeitsmerkmalen bereichert hat.“
Diese Persönlichkeitsmerkmale zeigen sich in einer Tendenz zur Vereinfachung und Klarheit der Form, in einer Neigung zu kunstvoller Polyphonie des Satzes sowie – besonders im Spätwerk – zu monothematischer Konzentration und einheitlicher Grundstimmung. Hinzu kommt eine Vorliebe für den „Volkston“, die Zilcher mit seinen Vorbildern Schumann und Brahms teilt, die aber auch bei moderneren Komponisten wie Bartók oder Hindemith anzutreffen ist.
Besonderen Erfolg hatte Zilcher zu Lebzeiten mit dem Oratorium Die Liebesmesse (Fertigstellung 1912, Uraufführung 1913 in Straßburg), mit seinem Deutschen Volksliederspiel für vier gemischte Stimmen und Klavier (1915) und mit dem von Furtwängler und den Berliner Philharmonikern uraufgeführten Violinkonzert Nr. 2 von 1942. Auch die von Eugen Jochum geleitete postume Uraufführung seiner letzten Symphonie Nr. 5 (…„und dennoch!“...) wurde 1948 in Hamburg positiv aufgenommen. In der BRD wurden seine Werke nur noch selten aufgeführt. Erst ab den 1990er Jahren fand Zilchers Musik wieder breiteres Interesse, wie CD-Veröffentlichungen und eine zunehmende Zahl von Aufführungen belegen.

## Auszeichnungen
- Dr. med. h. c. der Universität Würzburg
- Titel eines Bayerischen Geheimen Regierungsrates
- 1931 Silberne Mozart-Medaille der Internationalen Stiftung Mozarteum
- 1937 Mainfränkischer Kulturpreis
- 1941 Goldene Mozart-Medaille der Internationalen Stiftung Mozarteum
- 1941 Silberne Stadtplakette der Stadt Würzburg anlässlich der 20. Wiederkehr des Mozartfestes[29]
- 1941 die Goethe-Medaille für Kunst und Wissenschaft[30]

## Werke

### Kompositionen
- Orchesterwerke
  - Sinfonietta in E-Dur op. 1 für Streichorchester (1900)
  - „Reinhart“, Dichtung nach einer bretonischen Legende von Hermann Stieglitz, op. 2 (1901/1902)
  - Suite in G-Dur, op. 4 für Orchester (1903)
  - Konzert in d-Moll op. 9 für 2 Violinen und Orchester (1902)
  - Konzert für Violine und kleines Orchester in h-Moll op. 11 (1902/1903)
  - Suite in vier Sätzen in G-Dur op. 15 für 2 Violinen und kleines Orchester
  - Sinfonie Nr. 1 A-Dur op. 17 (1906)
  - Konzert in h-Moll op. 20 für Klavier und Orchester  (1906)
  - Konzertstück in a-Moll op. 21 für Violoncello und Orchester (1904)
  - „Klage“ Konzertstück in fis-Moll op. 22 für Violine und kleines Orchester (1908)
  - Sinfonie Nr. 2 in f-Moll op. 23 (1908/09)
  - „Nacht und Morgen“ op. 24 für 2 Klaviere, Pauken und Streicher (1909)
  - „Die Liebesmesse“ op. 27 für gemischten Chor, Knabenchor, Soli, Orgel und Orchester
  - „Hölderlin“ Symphonischer Zyklus für eine Singstimme (Tenor oder Bariton) und Orchester op. 28
  - Musik zu „Wie es euch gefällt“ op. 33 von William Shakespeare
  - Musik zu Shakespeares Wintermärchen
  - „An mein deutsches Land“ Vorspiel für Orchester und Chor ad lib. op. 48
  - Musica buffa op. 73, Musik zur „Komödie der Irrungen“ von Shakespeare, 10 Intermezzi für 12 Instrumente (Schlagzeug) oder kleines Orchester (1935)
  - Sinfonie Nr. 4 fis-Moll op. 84
  - Sinfonie Nr. 5 c-Moll op. 112 „...und dennoch!...“ (1947)
  - Lustspiel-Suite „Der Widerspenstigen Zähmung“ op. 54 b für zwölf Instrumente (oder kleines Orchester ad lib.) (1925)
  - Konzertstück über ein Thema von W.A. Mozart op. 81 für Flöte und kleines Orchester (1938)
  - Variationen über ein Thema von W.A. Mozart op. 95 für Violoncello und kleines Orchester  (1942)
  - Klavierkonzert Nr. 2 F-Dur op. 102 (1945)
  - Konzert für Akkordeon-Solo und Streichorchester op. 114 (1947)
- Bühnenwerke
  - „Fitzebutze“ Traumspiel in fünf Aufzügen von Richard Dehmel, op. 19
  - „Doktor Eisenbart“, Oper in drei Akten von Otto Falkenberg, op. 45 (1920)
- Lieder
  - Fünf Lieder für eine mittlere Stimme und Klavier op. 10
  - Vier Lieder für eine hohe Singstimme und Klavier op. 12
  - Vier Lieder für eine mittlere Singstimme und Klavier op. 13
  - Vier Lieder für eine tiefe Singstimme und Klavier op. 14
- Kammermusik
  - Zwei Stücke op. 3 für Violine und Klavier (oder kleines Orchester)
  - Zwei Stücke für Violine op. 7
  - Sonate in A-Dur op. 16 für Violine und Klavier
  - „Skizzen aus dem Orient“ op. 18 für Violine und Klavier (oder kleines Orchester)
  - Klaviertrio e-Moll op. 56 (1926)
  - Trio in Form von Variationen a-moll op. 90 für Klarinette, Violoncello und Klavier (1938)
  - Streichquartett c-Moll op. 104 (1945)
  - Klavierquintett cis-Moll op. 42 (1918)
  - Bläserquintett (für Flöte, Oboe, Klarinette, Horn und Fagott), op. 91 (1941)
- Klavierwerke
  - Vier Humoresken op. 5
  - Vier Klavierstücke op. 6
  - Sechs kleine vierhändige Klavierstücke op. 8
  - Sinfonie Nr. 3 A-Dur op. 50 für zwei Klaviere (1923)
  - 4 Humoresken op. 5 (1903)
  - Klavierskizzen op. 26 (1911)
  - „Bilderbuch“, 9 Klavierstudien op. 34 (1916)
  - „Klänge der Nacht“, 6 Klavierstücke op. 58 (1927)
- Werke für Akkordeon solo
  - Abendstimmung op. 82a (1936)
  - Marsch für Akkordeon op. 82b (1936)
  - Jahrmarktsbilder op. 82c (1936)
  - Album für Akkordeon (1941)
  - „Aus meiner Ferienmappe“ Fünf Stücke für Akkordeon, op. 88b
  - Amselmelodien op. 98 (1942)
  - Kleine Übungs- und Vortragsstücke op. 103 (1944)
  - „Aus meinem Skizzenbuch“ Zehn Übungsstücke, op. 113 (1947)
- Kammermusik mit Akkordeon
  - Variationen über ein Thema von Mozart op. 94 für Violine und Akkordeon (1941)
  - Fantasie über ein Tanzliedchen aus der Würzburger Gegend op. 97 für Violine und Akkordeon (1943)
  - Variationen über eion Thema von Franz Schubert op. 99 für Violine und Akkordeon (1944)
  - Hausmusik für Violine oder Flöte, Akkordeon und Klavier (1947)
  - „Schüler und Lehrer“ Fünf Duette für zwei Akkordeons op. 106 (1946)

### Schriften
- Aus meinem Skizzenbuch
- Muster der Handschrift

## Diskografie
- 1999 Werke. Landesverband Bayerischer Tonkünstler (CD zur Monographie)
- 1999 Trio e-moll op. 56, Quintett cis-moll op. 42. Largo 5144.
- 1999 Trio a-moll op. 90. Tacet 73.
- 1999 Trio e-moll op. 56. Audite 97.481.
- 2000 Rameau-Suite op. 76b, Schubert´sche Tänze op. 96a, Mozart´sche Tänze op. 96b, Trio a-moll op. 90. Largo 5145.
- 2001 Klavierwerke op. 5, op. 6, op. 58, op. 61. Largo 5147.
- 2002 Lieder op. 10, op. 13, op. 14, op. 40, op. 41, op. 51/II. Orfeo C 190 021 A.
- 2007 Lieder op. 12, op. 37, op. 60. Oehms OC 802.
- 2008 Trio e-moll op. 56. Keferstein kef 77973.

## Dokumente
Briefe von Hermann Zilcher befinden sich im Bestand des Leipziger Musikverlages C. F. Peters im Staatsarchiv Leipzig.